# غرايم براون
غرايم براون (بالإنجليزية: Graeme Brown) مواليد 9 أبريل 1979 في داروين، إقليم شمالي، هو دراج أسترالي. شارك في دورة الألعاب الأولمبية الصيفية وفاز بميدالية أولمبية.

## الميداليات
| الميدالية | المسابقة                       |
| --------- | ------------------------------ |
| ذهبية     | الألعاب الأولمبية الصيفية 2004 |
| ذهبية     | الألعاب الأولمبية الصيفية 2004 |

## وصلات خارجية
- الموقع الرسمي

## روابط خارجية
- غرايم براون على موقع الاتحاد الدولي للدراجات (الإنجليزية)
- غرايم براون على موقع أرشيف الدراجات (الإنجليزية)
- غرايم براون على موقع إحصائيات الدراجات الإحترافية (الإنجليزية)
- غرايم براون على موقع نسبة الدراجات (الإنجليزية)
- غرايم براون على موقع CycleBase (الإنجليزية)
- غرايم براون على موقع أوليمبيديا (الإنجليزية)
- غرايم براون على موقع اللجنة الأولمبية الأسترالية (الإنجليزية)